# 張鼎鍾
張鼎鍾（1934年02月04日—2010年9月10日），字愷恩，出生於中華民國雲南省大關縣，中華民國圖書館學研究者、教育工作者。

## 生平
1944年自國立臺灣大學外國語文學系畢業後赴美進修，先後於瑪麗伍德學院及印第安那大學獲圖書館學碩士及博士學位。學成後曾任職於國外大學圖書館與公共圖書館多年，經驗宏富。1969年回國，先後任教於國立臺灣大學、國立臺灣師範大學、國立政治大學、淡江大學及輔仁大學。1977年至1980年擔任國立臺灣師範大學圖書館館長，任內擘劃圖書館新館籌建計畫。1990年經政府遴聘為考試委員，在職十二年，除為國掄才外，並時時關切圖書館人才之考用，對考銓制度與各類考試之主導與策劃竭盡心力，並促進各圖書資訊學系所廣泛參與圖書館類科的命題，獲得各校圖書資訊系所師生的一致讚譽。1998年，圖書館界選任為中國圖書館學會（今中華民國圖書館學會）理事長，〈圖書館事業發展白皮書〉即為其任內開始積極規劃，對於國際文化之交流及圖書館事業之促進不遺餘力，貢獻良多。2002年自考試院退休，2010年9月10日逝世，享壽77歲。

## 貢獻
張鼎鍾除在各大學授課外，並積極與國內學者專家共同研討，推動圖書館自動化基礎工作：建議依據ISBD修正編目規則，修訂中文圖書主題表，推動ISBN、ISSN登記工作，並取得UNIMARC，據之訂定Chinese MARC，向美國國會圖書館取得字集資料編訂中文資訊交換碼，建立符合國際自動化標準之基礎，對我國圖書館自動化影響深遠。舉辦首次全國性圖書館利用教育、圖書館建築及媒體資料等研討會，開國內外圖書館學術交流之先河，並促成美國資訊科學分會臺北分會（ASIS Taipei Chapter）之成立，對爭取我國在國際會議之權益及地位，不遺餘力，達成我國IFLA會籍問題之協定。多年來，她不僅多次邀請國外圖書館與資訊科技界學者、專家訪臺，或舉辦國際性學術研討會，或代表我國出席國際性會議，爭取我國圖書館界參與世界各項組織之機會和權益。

## 褒揚令
總統馬英九頒發褒揚令，原文如下：

考試院前考試委員張鼎鍾，閑雅通敏，學造深微。少歲卒業國立臺灣大學外文系，繼負笈遊美，獲印第安那大學圖書資訊學博士學位，洽聞閎覽，濬瀹新域。遄返國門，執教公私立知名大學，嗣主持臺灣師範大學圖書館事宜，潛心學理實務撰述，盡瘁專業學養薪傳，立論精嚴，著作豐贍；宗匠陶鈞，琢玉芬芳。尤以兩屆考試委員任內，擬訂公務人員基準法，完善訓練進修體制；維護國考制度公平性，鑽研考選任用條例，覃思淵謨，宣勤恪慎；玉尺持衡，掄才道遠。復接掌中國圖書館學會理事長，促進國際文化交流，推動圖書館館務發展，洪規揚庥，懋績奕世。綜其生平，圖書治學，立千秋之盛業；考詮蜚聲，成當代之勛猷，遺緒流詠，典範昭垂。遽聞溘逝，軫念曷勝，應予明令褒揚，用示政府崇禮馨賢之至意。

總　　　統　馬英九　　　　

行政院院長　吳敦義　　　　

## 著作
- 《國立中央圖書館社會使命之演進進 (The Evolving Social Mission of the National Central Library in China 1928-1966)》
- 《圖書館自動化導論(The Primer of Library Automation)》
- 《圖書館建築趨勢》
- 《資訊科學導論(Guide to Information Science)》
- 《圖書館與資訊科學之探討(On Library and Information Science)》
- 《圖書館學與資訊(Library and Information Science)》
- 《考銓與圖書之審思(Reflections on Civil Service System Library/Information Science)》
- 《鼎鍾文集(Collected Works of Margaret Chang Fung)》